# Zootaxa
Zootaxa es una revista científica arbitrada que edita solo trabajos en el área de taxonomía zoológica. Es editada por Magnolia Press (Auckland, Nueva Zelanda). La revista fue creada por Zhi-Qiang Zhang en 2001 y las nuevas emisiones se publican varias veces a la semana. En noviembre de 2012 tuvo su máximo auge cuando más de 26.096 nuevas especies fueron descritas en la publicación.
Zootaxa está indexada por BIOSIS, el Zoological Record y por el Instituto para la Información Científica en el Science Citation Index Expanded y el Current Contents de Agricultura, Biología y Ciencias Ambientales.

## Métricas de revista
2022
- Web of Science Group : No aplicable
- Índice h de Google Scholar: 92
- Scopus: 0,959